# Alice in Wonderland (filme de 1903)
Alice in Wonderland (bra: Alice no País das Maravilhas) é um filme mudo britânico de 1903, dirigido por Cecil M. Hepworth e Percy Stow. Foi a primeira adaptação para o cinema do famoso livro de Lewis Carroll Alice no País das Maravilhas.
O filme tornou-se memorável pelo uso de efeitos especiais, incluindo o encolhimento de Alice na sala com muitas portas.
Apenas uma cópia do filme original tem existência conhecida, e partes estão perdidas. O British Film Institute restaurou parcialmente o filme. A cópia restaurada foi lançada em 24 de fevereiro de 2010.

## Elenco
- May Clark  .... Alice
- Cecil Hepworth .... Frog
- Blair .... Large dog
- Geoffrey Faithfull .... Card
- Stanley Faithfull .... Card
- Mrs. Hepworth .... White Rabbit / Queen
- Norman Whitten .... Fish / Mad Hatter